# Бидони
Бидони (итал. Bidonì) — коммуна в Италии, расположена в области Сардиния, в провинции Ористано.
Население составляет 159 человек (2008 г.), плотность населения составляет 14 чел./км². Коммуна занимает площадь 12 км². Почтовый индекс — 9080. Телефонный код — 0783.
Покровителем коммуны почитается святой Иоанн Креститель, празднование 24 июня.

## Демография
Динамика населения:

## Администрация коммуны
- Официальный сайт: http://web.tiscali.it/comunebidoni/